# 윈도우 10 에디션

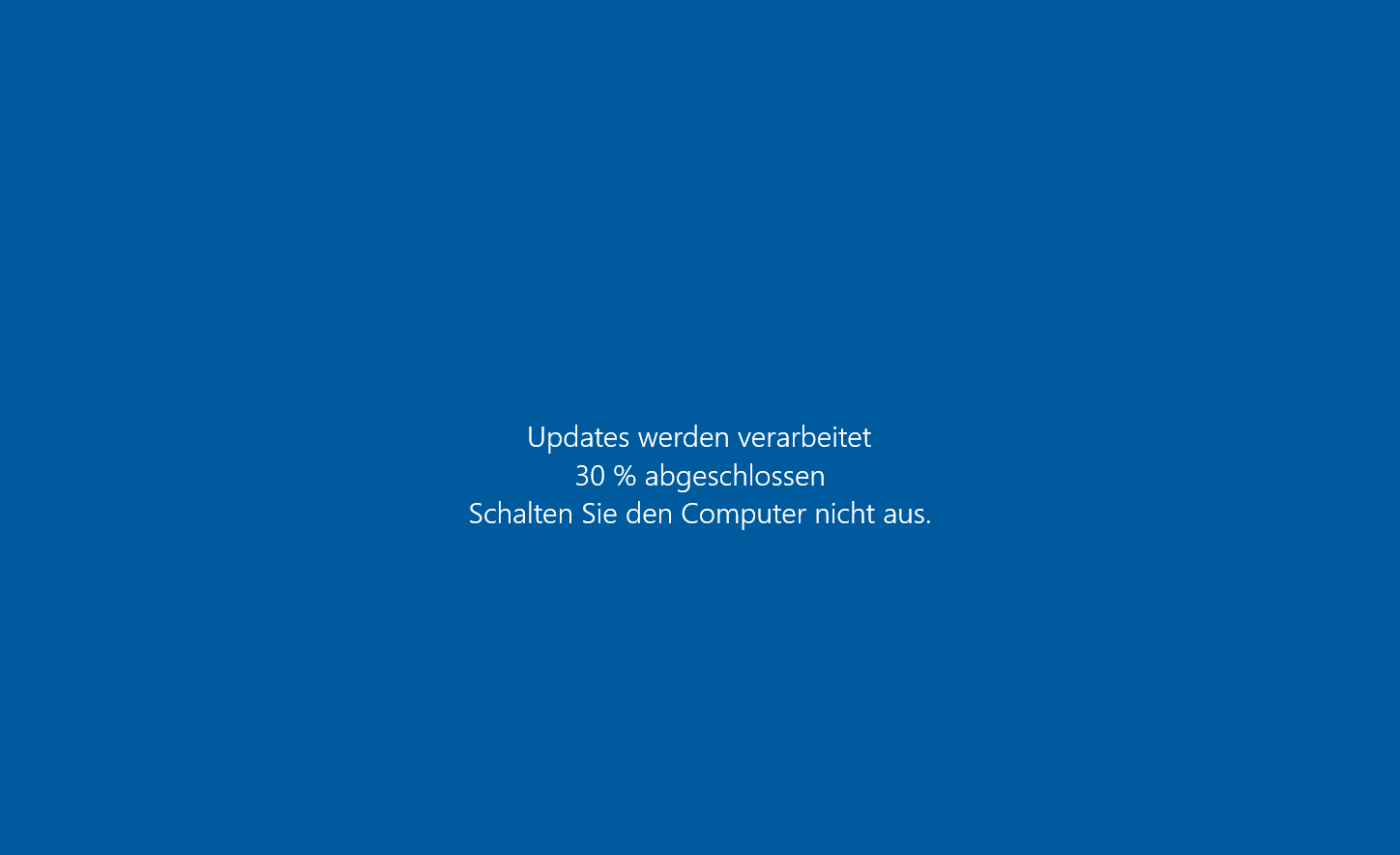

윈도우 10은 12개의 에디션으로 분류된다.

## 에디션
Windows 10 홈 (Windows 10 Home)
일반 가정용으로 출시되는 제품이다. 윈도우 7의 홈 프리미엄 에디션과 동일하다.
Windows 10 프로 (Windows 10 Pro)
홈 버전에 비해 공유와 관련된 기능이 많으며, 일부 기업용 기능을 제공한다. 윈도우 7의 프로페셔널, 얼티밋 에디션과 동일하다. 그리고, 홈 버전에서 업데이트를 할 수 있다.
Windows 10 프로 for 워크스테이션 (Windows 10 Pro for Workstation)
워크스테이션에서의 프로 버전이며, 마이크로소프트가 원래 잠깐 동안 테스트하려고 하는데 모르고 유출을 해버렸다. 그러고는 가을 크리에이터스에 맞춰서 공개되었다.
Windows 10 엔터프라이즈 (Windows 10 Enterprise)
Long Term Servicing Branch 업그레이드 정책을 제공한다. 이 정책은 기업에서 운영체제가 문제를 일으키지 않는다는 보장이 필요하기 때문에, 안정성이 확보된 버전을 계속해서 사용할 수 있도록 해준다.
Windows 10 에듀케이션 (Windows 10 Education)
Windows 10에서 마이크로소프트 윈도우 최초로, 교육 기관용 에디션이 출시된다. 엔터프라이즈 버전의 Long Term Servicing Branch 기능을 제외하면 모두 동일한 기능을 갖고 있다.
Windows 10 프로 에듀케이션 (Windows 10 Pro Education)
Windows 10의 교육기관용 에디션에 아카데믹 볼륨 라이선스를 통해 이용할 수 있는 에디션이다.
Windows 10 모바일 (Windows 10 Mobile)
윈도우 폰이 윈도우 10으로 통합되면서, 추가된 에디션이다. 2015년 11월 최초 공식 발매, 12월부터 공식적인 운영 체제 업그레이드가 시작된다.
Windows 10 모바일 엔터프라이즈 (Windows 10 Mobile Enterprise)
기업용 Windows 10 모바일 버전이다. 이전에는 없던 에디션이다.
Windows 10 S 모드 (Windows 10 S Mode)
원래 한 에디션 이였는데 마이크로소프트가 에디션에서 S 모드로 바꾸었다. 마이크로소프트 엣지 브라우저와 마이크로소프트 스토어 앱만 구동할 수 있기 때문에 바이러스 노출 가능성이 적고 무료이다.
Windows 10 ioT 코어 (Windows 10 ioT Core)
라즈베리 파이 2와 MinnowBoard Max를 지원한다.
Windows 10 IoT 코어 다운로드
Windows 10 ioT 엔터프라이즈 (Windows 10 ioT Enterprise)
Windows 10 ioT 모바일 엔터프라이즈 (Windows 10 ioT Mobile Enterprise)
Windows 10 ioT 모바일 (Windows 10 ioT Mobile)
Windows 10 홈 싱글 랭귀지 (Windows 10 Home Single Language)
Windows 10 홈 에디션에서 단일 언어로 출시한 에디션이다. 이 에디션에서는 다른 언어팩 설치가 불가능하고 설치할 수 있다고 해도 기본 표시 언어는 영어로 고정된다. 다른 언어로 선택이 불가능하다.

## 에디션별 기능
| 기능                                      | Windows 10 Home | Windows 10 Pro              | Windows 10 Education   | Windows 10 Enterprise  |
| ----------------------------------------- | --------------- | --------------------------- | ---------------------- | ---------------------- |
| 판매 경로                                 | 리테일과 OEM    | 리테일과 OEM, 볼륨 라이선스 | 볼륨 라이선스          | 볼륨 라이선스          |
| 인식할 수 있는 최대 메모리(32비트/64비트) | 4GB/128GB       | 4GB/6TB                     | 4GB/6TB                | 4GB/6TB                |
| 사진 암호                                 | 예              | 예                          | 예                     | 예                     |
| Windows Hello                             | 예              | 예                          | 예                     | 예                     |
| 언어 팩                                   | 예              | 예                          | 예                     | 예                     |
| 코타나                                    | 예              | 예                          | 예(1703버전부터)       | 예                     |
| 마이크로소프트 엣지                       | 예              | 예                          | 예                     | 예                     |
| 파일 히스토리                             | 예              | 예                          | 예                     | 예                     |
| 마이크로소프트 계정                       | 예              | 예                          | 예                     | 예                     |
| 마이크로소프트 스토어                     | 예              | 예                          | 예                     | 예                     |
| Windows 스포트라이트                      | 예              | 예                          | 예                     | 예                     |
| 가상 데스크톱                             | 아니요          | 예                          | 예                     | 예                     |
| 하이퍼-V                                  | 아니요          | 64비트 버전에서만 작동      | 64비트 버전에서만 작동 | 64비트 버전에서만 작동 |
| 앱 로커                                   | 아니요          | 아니요                      | 예                     | 예                     |
| Xbox One                                  | 예              | 예                          | 예                     | 예                     |
| 윈도우 미디어 플레이어                    | 예              | 예                          | 예                     | 예                     |

## 같이 보기
- 윈도우10
- 윈도우8.1
- 윈도우7 에디션
- 윈도우 비스타 에디션
- 윈도우8